# 异氰酸苯酯
异氰酸苯酯是一种有机化合物，化学式为C6H5N=C=O，它是无色液体，有强烈气味，可挥发出催泪蒸气，应小心处理。
它和其它异氰酸酯一样，可以和胺反应，生成脲；它和醇反应，生成氨基甲酸酯。它和三乙胺一起使用，活化硝基，进行(C,O) 1,3-偶极环加成反应（对比O,O），反应中硝基（RCH2NO2）转化为RCNO，并产生CO2。

## 结构
根据晶体衍射表征，PhNCO是平面分子，N=C=O几乎是线性的，C=N键和C=O键的键长分别为1.195 Å和1.173 Å。